# Sylvie Cauville
Sylvie Cauville (* 1952 in Méricourt) ist eine französische Ägyptologin.

## Leben
Sylvie Cauville machte 1973 zunächst ihren Bachelor in Geschichte und Geographie, 1974 folgte ein Masterabschluss in Geschichte bei Jean Leclant. Im selben Jahr besuchte sie die École du Louvre, wo sie 1975 ihr Diplom in Museologie erhielt. Noch im gleichen Jahr erlangte sie an der École national des langues orientales anciennes ihr Diplom der Koptischen Sprache. 1979 promovierte Cauville bei Paul Barguet in Ägyptologie, unter dessen Anleitung sie eine Dissertation über die Theologie des Gottes Osiris im Tempel des Horus zu Edfu erstellt hatte. 1986 promovierte Cauville erneut, diesmal zur Theologie des Horus Tempels zu Edfu insgesamt. Diese zweite Dissertation im Fachgebiet Ägyptologie war unter der Anleitung von Jean-Claude Goyon entstanden.
Beruflich war Cauville in den Jahren 1977 bis 1980 für Georges Posener am Collège de France als Attaché im Büro für Ägyptologie tätig. In den Jahren 1980 bis 1984 war sie als wissenschaftliche Mitarbeiterin am Institut franc̣ais d’archéologie orientale (IFAO) tätig. Von 1986 bis 2022 war sie unter der Schirmherrschaft des IFAO die verantwortliche Leiterin für das Programm zur Erfassung, Übersetzung, Analyse und Publikation des epigraphischen Materials im Tempel der Hathor zu Dendera. Cauville lehrte und forschte in den Jahren 1985–1992 an der Universität Montpellier sowie 1992–1999 am IFAO und 1999–2004 an der École du Louvre. Seit 2015 ist sie als Emeritus Forschungsdirektor 1. Klasse am Centre national de la recherche scientifique (CNRS). Cauville ist Spezialistin für altägyptische Religion und ihre Tempel und setzte den Schwerpunkt ihrer Forschungsaktivitäten im Bereich der Ägyptologie des Tempels von Dendera.

## Bedeutung
Die sicherlich wohl bedeutendsten Ergebnisse ihrer ägyptologischen Laufbahn erzielte Sylvie Cauville in den Jahren 1986 bis 2022, als sie im Zuge der Aufnahme des epigraphischen Materials den Tempel von Dendera mitsamt seines Pronaos restaurieren und die sehr gut erhaltenen Reliefs in ihren prachtvollen Farben fachgerecht wiederherstellen ließ. Nachdem ihr Vorgänger, François Daumas, 1984 verstorben war, wurde Cauville, in Absprache mit Jean-Claude Goyon, durch Paule Posener-Kriéger, die damalige Direktorin des IFAO, zu dessen Nachfolger am Fundort Dendera ernannt. Gemeinsam mit Alain Lecler nahm sie zunächst eine fotografische Dokumentation der im Tempel der Hathor befindlichen Inschriften vor. Mit der Ernennung von Nicolas Grimal wurden ihr im Jahre 1990 dann die Kollegen Jochen Hallof und Hans Van den Berg zur Seite gestellt. In Zusammenarbeit mit diesen beiden Ägyptologen nahm Cauville in Dendera zunächst die Inschriften der Osiris-Kapellen, sodann die der Pforte der Göttin Isis und schließlich die der Pforte des Horus sowie die der Pforte der Hathor und jene im Pronaos des Tempels der Hathor auf. Es ist das große Verdienst Cauvilles, dass sie die Aufnahme und Publikation sämtlicher der im Tempel von Dendera vorgefundenen Inschriften vornahm und diesen am besten erhaltenen Tempel der pharaonischen Zeit umfassend restaurieren ließ. Die Leitung der Restaurierungsarbeiten oblag dem Konservator Gamal Mahgoub, welcher seinerzeit innerhalb der Suez Canal Authority der wissenschaftliche Leiter der Zentralverwaltung für die Restaurierung und Instandhaltung von Altertümern war.